# Aeroitalia
Aeroitalia – włoska prywatna linia lotnicza z siedzibą w Rzymie. Założona w 2021, działalność rozpoczęła w 2022, a pierwszą bazą przewoźnika był port lotniczy Forlì.
Przewoźnik oferuje bezpośrednie połączenia krajowe i europejskie do 16 portów lotniczych w 5 krajach Europy.
W czerwcu 2025 zakończył się trwający od 2023 spór między przewoźnikiem a ITA Airways o identyfikację wizualną nawiązującą do nieistniejącej już Alitalia. Wyrok sądu włoskiego zobowiązuje Aeroitalia do przeprowadzenia rebrandingu, w tym zmiany nazwy, logo, czy malowania wszystkich samolotów do końca 2025.

## Flota

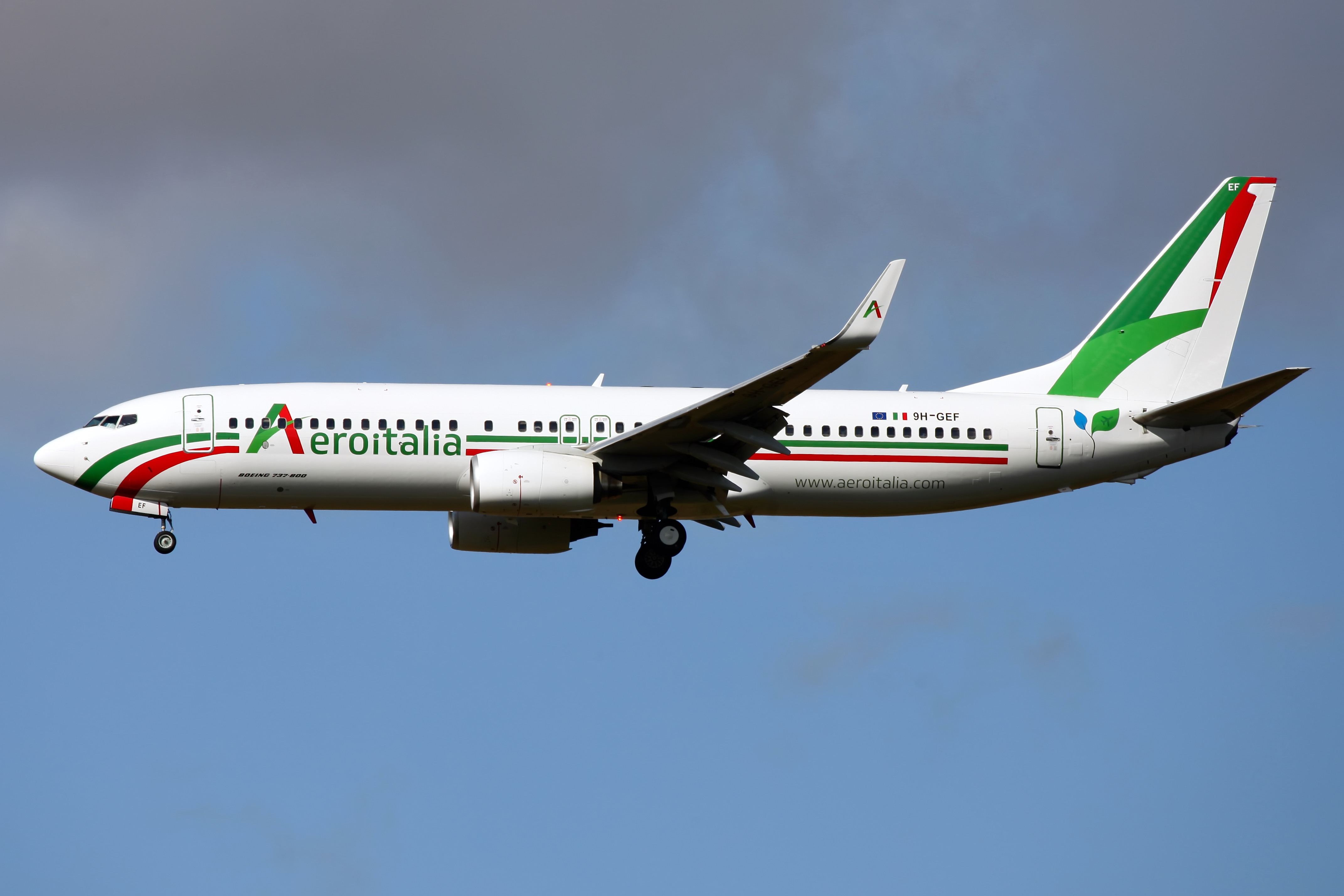
Boeing 737 w barwach przewoźnika

Według stanu na czerwiec 2025 flota Aeroitalia składała się z 14 samolotów o średnim wieku 19,1 lat:
| Samolot         | Samolot | Samolot   | Liczba miejsc | Uwagi |
| Model           | Aktywne | Zamówione | Liczba miejsc | Uwagi |
| --------------- | ------- | --------- | ------------- | ----- |
| ATR 72          | 2       | –         | 68            |       |
| Boeing 737-400  | 1       | –         | 170           |       |
| Boeing 737-800  | 9       | –         | 189           |       |
| Embraer ERJ-175 | 1       | –         | 88            |       |
| Embraer ERJ-190 | 1       | –         | 100           |       |
| Łącznie         | 14      | 0         |               |       |